# Carmen Amaya
Carmen Amaya (Barcelona, 2 de novembro de 1918 – Begur, 19 de novembro de 1963) foi uma dançarina e cantora de flamenco. Nasceu no desaparecido bairro de Somorrostro em Barcelona, de família cigana e filha de guitarrista flamenco. Estreou no flamenco com apenas seis anos, acompanhando seu pai em recintos públicos de Barcelona. Dançou de bem jovem com figuras artísticas como Raquel Meller ou Carlos Montoya.
Trabalhou em diversos filmes, entre os quais: La hija de Juan Simón (1934), María de la O (1935-36) de Francisco Elías e La Casa de Troya (1936) de Joan Vilà i Vilamala e Adolfo Aznar. La luna enamorada do espanhol José Díaz Morales (1945), Los Tarantos (1963) de Rovira i Beleta. Trabalhou com diferentes diretores como Nemesio A. Sobrevila, José Luis Sáenz de Heredia ou Luis Buñuel.
Constituiu o Trio Amaya com os seus pais e irmãos, e alcançou o sucesso como dançarina em Lisboa e Buenos Aires. Em 1951 casou com o seu guitarrista, Juan Antonio Agüero. A criação Bolero de Ravel fou um dos seus melhores espetáculos, onde salientam as suas contorções e a dureza da expressão do seu rosto e do seu corpo.

## Biografia
Carmen teria nascido em 1918, em Barcelona, ainda que seja difícil ter certeza. A proposta atual deriva de alguns estudos recentes que estipulam 1918 como ano de nascimento, graças ao descobrimento do documento do Registro Civil de Barcelona de 1930 onde se pode observar que Carmen Amaya tinha 12 anos em 1930. Era filha de um guitarrista de flamenco, José Amaya (El Chino) e começou a dançar ainda muito pequena na praia de Somorrostro em Barcelona (atualmente desaparecida). Quando menina, chamou à atenção quando atuou num grupo flamenco na Exposição Internacional de Barcelona de 1929, onde também atuou um outro prodígio, o dançarino Antonio.
Foi descoberta pelo crítico Sebastià Gasch e se tornou famosa internacionalmente. Raquel Meller incorporou Amaya à sua companhia para atuarem em Paris, onde também obteve grande sucesso. Voltou à Catalunha, e 1936 realizou a sua primeira viagem a América, onde ficou por onze anos.
Em 1942 estreou nos Estados Unidos, num grupo de flamenco composto por seu pai e irmãos, no âmbito da revista de Broadway Ríe, ciudad, ríe, e onde se consagrou como artista naquele país. em 1944 partiu para Hollywood, onde participou em diferentes filmes como protagonista. Viajou pelo país todo, de San Francisco a Nova Iorque, e até foi recebida na Casa Branca. Dançou e cantou ante o presidente Franklin Delano Roosevelt, e se tornou a estrela mais popular de aquela época.
Retornou à Espanha em 1947 para apresentar um espetáculo de dança e música típicos deste país, ainda que se pudesse perceber uma certa influência norte-americana. No ano seguinte, começou uma turnê pelos países de latino-americanos, onde também foi bem recebida. Mais tarde viajou pela Europa e o norte de África. Na Inglaterra foi recebida por Winston Churchill, que ficou entusiasmado. 1955 foi recebida novamente nos Estados Unidos. O presidente Harry S. Truman enviou-lhe uma escolta de motocicletas e percorreu as estradas de Nova Iorque. A sua apresentação no Carneggie Hall foi um grande acontecimento na época.
De volta à Espanha em 1958 com um espetáculo que conservava a energia e a autenticidade das suas danças ciganas, mesmo que tivesse adotado um caráter claramente norte-americano, o show lhe rendeu algumas reticências da crítica. Alguns dos filmes em que participou foram: La hija de Juan Simón, Los amores de un torero, Follow the Boys, María de la O ou Los Tarantos.

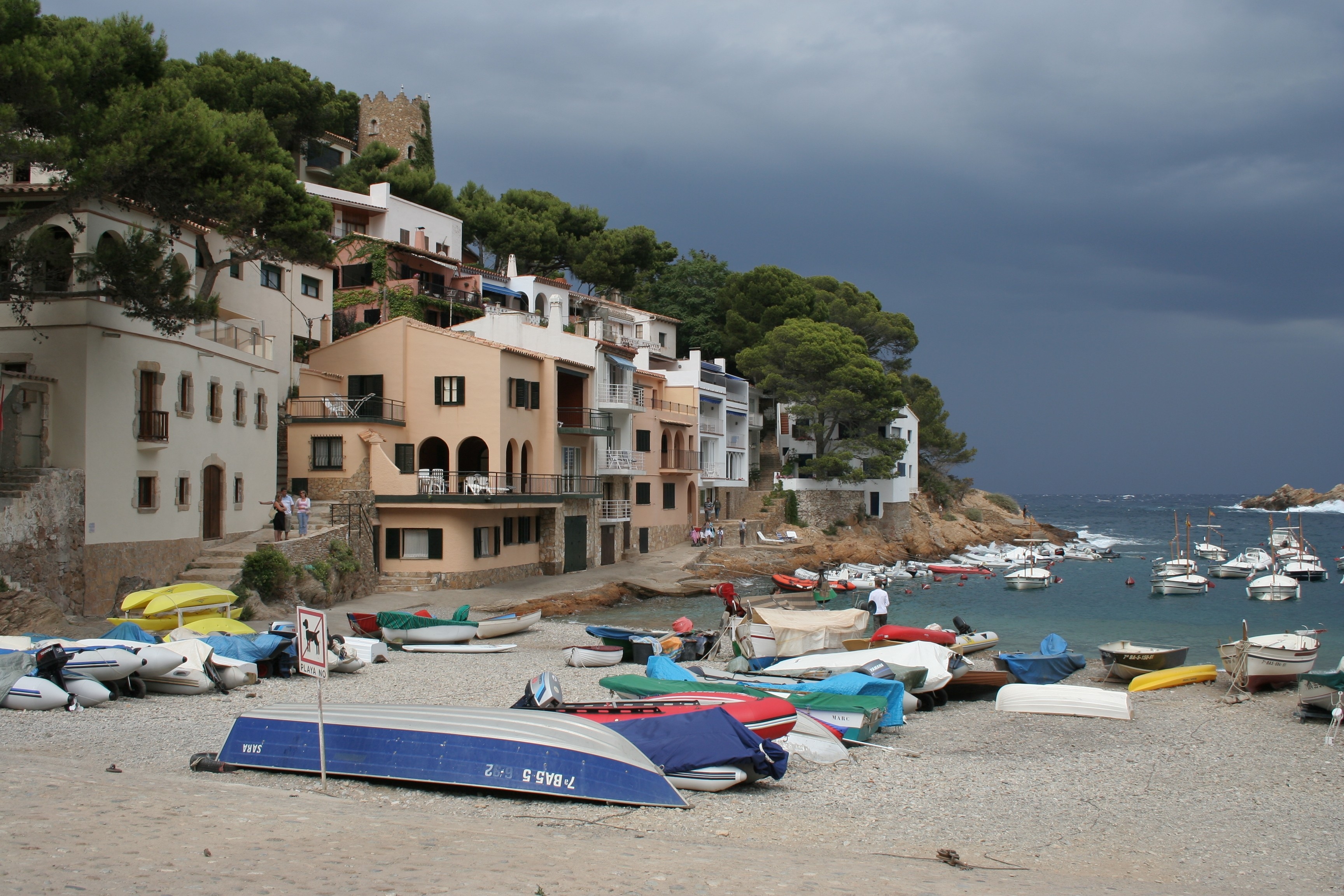
Cala Sa Tuna, na povoação de Begur, onde morreu Carmen Amaya

A arte de Carmen Amaya recebeu o consenso da crítica mundial, já que conhecia perfeitamente todos os segredos da dança, e mesmo que a sua especialidade fosse a dança flamenca -mais concretamente a dança cigana-, soube estudar a dança clássica espanhola, à qual imprimiu um caráter especial, sem perder no entanto o classicismo. Quanto à sua dança flamenca, considera-se que continuou o trabalho de outras dançarinas como La Macarrona, Regla Ortega ou Pastora Imperio.
Foi membro honoris causa de muitos conservatórios americanos, e em Barcelona existe uma fonte construída no Passeig Marítim, como homenagem da Câmara Municipal de Barcelona. Também lhe foram dedicadas ruas e avenidas em L'Hospitalet de Llobregat, Barcelona, Ciudad Real e Begur.

## Morte
Carmen faleceu em 19 de novembro de 1963, em Begur, devido a uma doença renal, aos 45 anos. Ela foi sepultada num panteão particular no Cemitério de Ciriego, em Santander.

## Filmografia
- 1929 - La bodega
- 1934 - 2 mujeres y 1 Don Juan
- 1935 - La Hija de Juan Simón
- 1936 - Don Viudo de Rodríguez
- 1936 - María de la O
- 1939 - El Embrujo del Fandango
- 1941 - Original Gypsy dances
- 1942 - Aires de Andalucía
- 1942 - Panama Hattie
- 1944 - Knickerbocker Holiday (Pierna de Plata)
- 1944 - Follow The Boys (Sueños de Gloria)
- 1945 - Los Amores de un Torero
- 1945 - See My Lawyer (Entiéndase con mi abogado)
- 1953 - Quand te tues-tu?
- 1954 - Dringue, Castrito y la lámpara de Aladino
- 1958 - Música en la Noche
- 1963 - Los Tarantos
- 1975 - Canciones de Nuestra Vida
- 1988 - Gypsy Heart
- 2013 - L'últim ball de Carmen Amaya.[7] Uma produção de TV3, Batabat e TVE dirigida por Judith Colell. Roteiro de Alfred Pérez Fargas e Roger Danès. Interpretada por Nora Navas, Quim Lecina, Andrés Herrera e Marc Clotet.